# Weber Hydraulik
Die WEBER-HYDRAULIK GMBH ist ein deutscher Hersteller von hydraulischen Bauelementen mit Stammsitz in Güglingen (Baden-Württemberg) und befindet sich bis heute im Besitz der Familie des Gründers Emil Weber. Das Unternehmen fertigt vor allem hydraulische Komponenten und Systeme für mobile Arbeitsmaschinen, Nutzfahrzeuge und Werkzeugmaschinen. Des Weiteren hydraulische Rettungsgeräte (hydraulische Scheren und Spreizer) sowie Apps und Onlineanwendungen, die bei vielen Feuerwehren und anderen Hilfe leistenden Stellen im Einsatz sind. Die rund 1.400 Mitarbeitenden erwirtschafteten 2023 einen Umsatz von etwa 350 Mio. Euro.

## Geschichte und Entwicklung
Das Unternehmen wurde 1939 zur Herstellung von hydraulischen Hebezeugen in Stuttgart-Untertürkheim gegründet. 1944 erfolgte der Umzug nach Güglingen, wo 1970 auch ein neuer Produktionsstandort eröffnet wurde. Der größte Bereich ist die Agrartechnik, welche vorwiegend hydraulische Lenk- und Federungssysteme produziert. Zudem stellen Fahrerhauskippanlagen einen bedeutenden Teilbereich dar. Die Produktpalette erstreckt sich auf Nutz- und Kommunalfahrzeuge, Krane, Landmaschinen, Werkzeug- und Baumaschinen, Auflieger- und Anhängersysteme, Flurförderfahrzeuge und Rettungssysteme (hydraulische Schneidzangen und Spreizvorrichtungen vorwiegend im Feuerwehreinsatz).2005 wurde in Nowogrodziec ein neues Werk zur Herstellung von Wagenhebern und Zylindern erbaut. Durch Übernahme der Unternehmen Strassacker-Ölhydraulik (1966), MADIX (1990), LOG Hydraulik (2007), Fluid-Team Automationstechnik (2007) wurde das Produktangebot ausgebaut. 2019 wurde durch die Gründung der Rescue Digital Systems GmbH die Digitalisierung der Systeme vorangetrieben; zudem befasst sich das Unternehmen seither mit der Entwicklung von elektromechanischen Hinterachslenksystemen.

## Standorte
- Weber-Hydraulik: Güglingen, Wörth an der Isar, Konstanz, Losenstein (Österreich), Nowogrodziec (Polen)
- Weber Rescue Systems: Güglingen, Losenstein (Österreich)
- Rescue Digital Systems GmbH: Güglingen, Bad Neuenahr-Ahrweiler
- Weber Rescue Shop GmbH: Güglingen

## Produkte
Produziert werden hydraulische Systeme, hydraulische Linearaktuatoren, Hydraulikzylinder, Fahrerhausschlösser, Pumpen für Fahrerhauskippsysteme, Wagenheber, Ventile und Steuerblöcke, hydraulische Aggregate und Rettungssysteme sowie App-Entwicklungen und Onlineanwendungen für Feuerwehren und Hilfsorganisationen. Ein bekannter Markenname ist der Hydraulikheber Büffel.
Zu seinen Produkten bietet das Unternehmen auch Workshops und Seminare an. Speziell Feuerwehren können sich dort fortbilden lassen.